# Archiv für wissenschaftliche Kunde von Russland

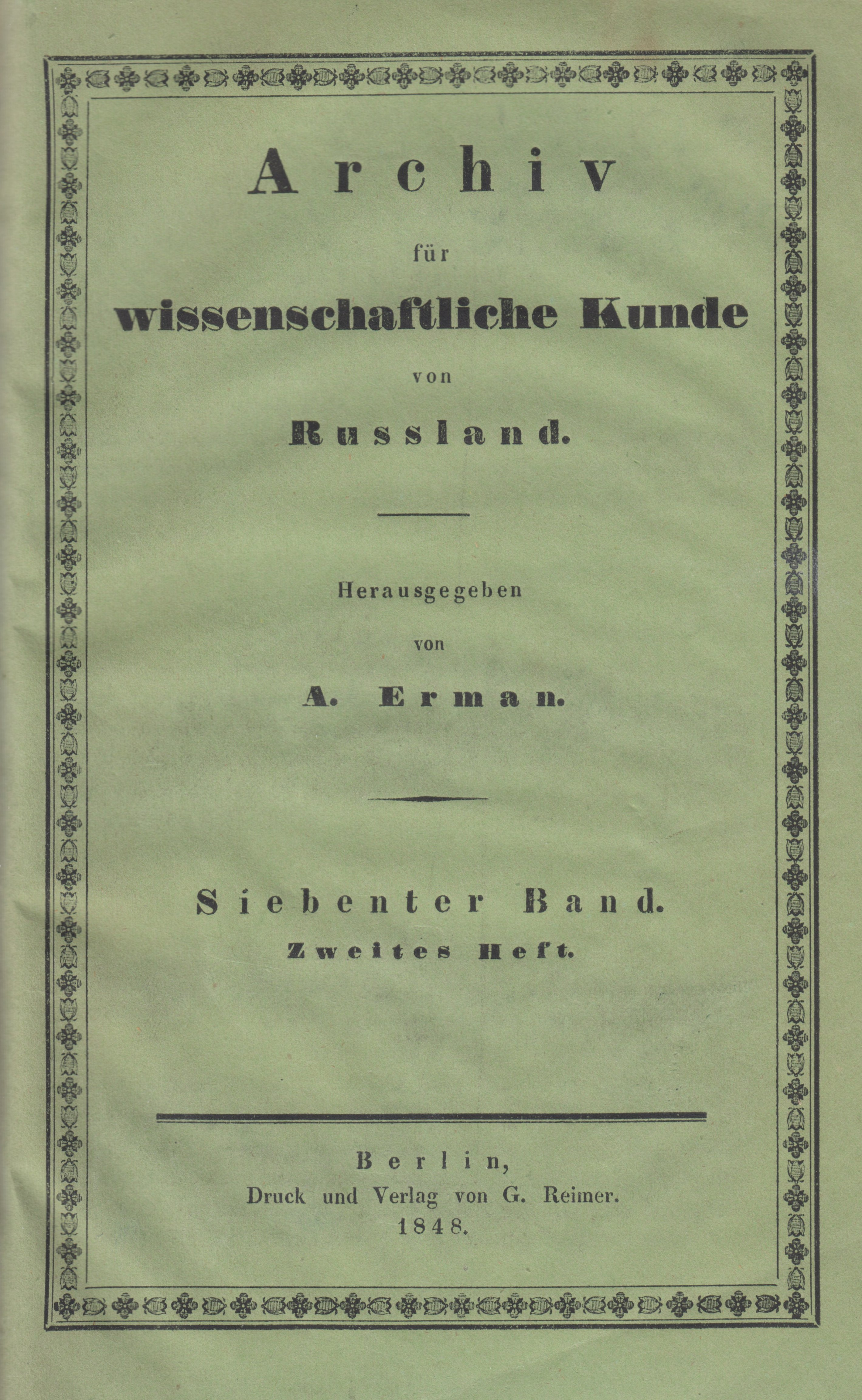
Titelblatt eines Heftes vom Jahrgang 1848

Das Archiv für wissenschaftliche Kunde von Russland war eine deutschsprachige, naturwissenschaftlich orientierte Zeitschrift, die auf Initiative des Herausgebers Georg Adolf Erman in Berlin erschien und Russland als thematischen Schwerpunkt verfolgte. Der Erscheinungszeitraum des Periodikums lag zwischen 1841 und 1867 und wurde vom Berliner Verlag Georg Reimer bewerkstelligt.
Der Zweck der Zeitschrift bestand in der Erörterung oder der Übersetzung von Ergebnissen wissenschaftlicher Arbeiten in Russland, die zuvor nur in Russisch erschienen waren. Mit Beiträgen wurde auf Schrifttum in deutscher und französischer Sprache verwiesen, das nur in Russland Verbreitung gefunden hatte. Das Archiv für wissenschaftliche Kunde von Russland erschien mit Unterstützung des Geographen Carl Ritter und anderer Personen.

## Weiterführende Literatur
- Fedor Kretschmar, Christa Kouschil: Ein singuläres Periodikum: Die Berliner Quartalsschrift „Archiv für wissenschaftliche Kunde von Russland“ (1841–1867). In: Jahrbuch für die Geschichte Mittel- und Ostdeutschlands. Zeitschrift für vergleichende und preußische Landesgeschichte. De Gruyter, Bd. 44 (1996), S. 103–126.